# Heinrich Dittrich
Heinrich Dittrich (* 6. September 1902 in Bamberg; † 30. August 1974) war ein deutscher Politiker.

## Leben und Wirken
Dittrich besuchte das Alte Gymnasium in Würzburg, studierte Jura in Würzburg und Erlangen und legte beide Staatsprüfungen ab, die Zweite in Nürnberg. 1929 begann er als Regierungsassessor bei der Regierung von Oberfranken in Bayreuth, bis 1938 war er als Regierungsrat beim Bezirksamt Marktheidenfeld tätig, davon zwei Jahre als Amtsverweser.
Von 1919 bis 1921 gehörte Dittrich dem Freikorps Epp an. Er trat der Bayerischen Volkspartei und am 1. Mai 1933 der SA bei, in der er am 9. November 1939 zum Obersturmführer ernannt wurde. Nach der ersten Lockerung der Mitglieder-Aufnahmesperre der NSDAP trat er der Partei zum 1. Mai 1937 bei (Mitgliedsnummer 4.242.885).
Im Oktober 1938 wurde er unmittelbar nach der Besetzung der Grenzgebiete der Tschechoslowakei durch das Deutsche Reich und der Bildung des Reichsgaus Sudetenland in Karlsbad eingesetzt und danach zunächst kommissarisch zum Bezirkshauptmann in Eger eingesetzt. Am 1. Mai 1939 wurde er zum Landrat des Landkreises Eger im Regierungsbezirk Eger ernannt. Ab 1. November 1939 war Dittrich gleichzeitig Kreisorganisationsleiter der NSDAP.
Von 1941 bis 1945 war er im Militär- und Militärverwaltungsdienst tätig. Nach dem Krieg ging er zurück nach Deutschland, wo er 1948 im Landratsamt in Pegnitz einstieg. Von 1950 bis 1970 war er Landrat des Landkreises Pegnitz, von 1966 bis 1971 Mitglied des Bayerischen Senats.